# Parlamentsvalet i Storbritannien 1987
Parlamentsvalet i Storbritannien den 11 juni 1987 var den tredje segern i rad för premiärminister Margaret Thatcher och hennes konservativa parti.
Labour, med partiledaren Neil Kinnock, gjorde ett bättre resultat än i det föregående valet, men var långt ifrån att besegra regeringen.
Valdeltagandet var 32 530 204 (75,3 %)
| Parti                              | Röster     | Platser       | Förändring | Andel av rösterna (%) |
| ---------------------------------- | ---------- | ------------- | ---------- | --------------------- |
| Conservative                       | 13 760 935 | 376           | - 21       | 42,2                  |
| Labour                             | 10 029 270 | 229           | + 20       | 30,8                  |
| Alliance                           | 7 341 651  | 22 (17 och 5) | + 2        | 22,6                  |
| SNP                                | 416 473    | 3             | + 1        | 1,3                   |
| Ulster Unionist Party              | 276 230    | 9             | - 2        | 0,8                   |
| SDLP                               | 154 067    | 3             | + 2        | 0,5                   |
| Plaid Cymru                        | 123 599    | 3             | + 1        | 0,4                   |
| Green Party of England and Wales   | 89 753     | 0             |            | 0,3                   |
| DUP                                | 85 642     | 3             |            | 0,3                   |
| Sinn Féin                          | 83 389     | 1             |            | 0,3                   |
| Alliance Party of Northern Ireland | 72 671     | 0             |            | 0,2                   |
| Workers' Party (Irland)            | 19 294     | 0             |            | 0,1                   |
| Popular Unionist                   | 18 420     | 1             |            | 0,1                   |
| Real Unionist                      | 14 467     | 0             |            | 0,1                   |
| Protestant Unionist Party          | 2 147      | 0             |            | 0,0                   |